# اقلیم استونی

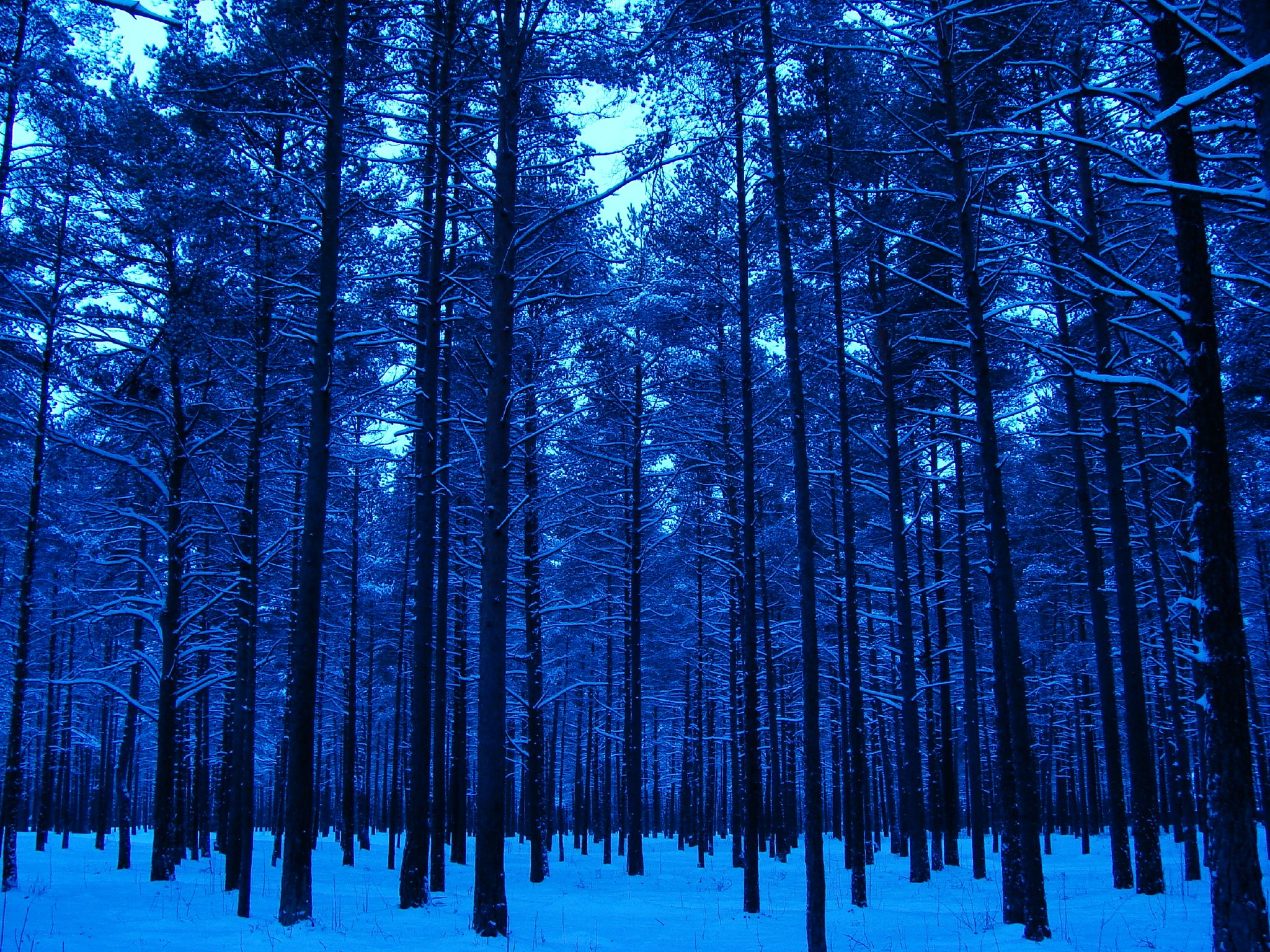
کاج‌های جوان در زمستان

استونی در بخش شمالی منطقه معتدل و در بین منطقه انتقال اقلیم اقیانوسی و اقلیم قاره‌ای قرار دارد. از آنجا که استونی (و کل شمال اروپا) به‌طور مداوم توسط هوای اقیانوسی تحت تأثیر گرمای شمال اقیانوس اطلس گرم می‌شود.
دمای هوای استونی به‌طور میانگین ۱۶٫۳ درجه سانتیگراد (۶۱٫۳ درجه فارنهایت) در جزایر بالتیک تا ۱۸٫۱ درجه سانتیگراد (۶۴٫۶ درجه فارنهایت) در داخل در ماه ژوئیه (گرم‌ترین ماه) و از ۳٫۵- درجه سانتیگراد (۲۵٫۷ درجه فارنهایت) در جزایر بالتیک تا ۷٫۶- درجه سانتیگراد (۱۸٫۳ درجه فارنهایت) در داخل در فوریه (سردترین ماه) است. همچنین در کل متوسط دما در سال در استونی ۵٫۲ درجه سانتی گراد (۴۱٫۴ درجه فارنهایت) است.
در استونی بین ۱۰۲ تا ۱۲۷ روز بارانی در سال وجود دارد و میزان بارش به‌طور متوسط در دامنه‌های غربی کوه‌های ساکالا و هانیا به‌طور کامل زیاد است. برف نیز که عمیق‌ترین قسمت آن در جنوب شرقی استونی است معمولاً از اواسط دسامبر تا اواخر مارس ادامه دارد. میانگین بارش در سال‌های ۱۹۶۱–۱۹۹۰ از ۵۳۵ تا ۷۲۷ میلیمتر (۲۱٫۱ تا ۲۸٫۶ اینچ) در سال بوده.
| داده‌های اقلیم استونی                                  | داده‌های اقلیم استونی | داده‌های اقلیم استونی | داده‌های اقلیم استونی | داده‌های اقلیم استونی | داده‌های اقلیم استونی | داده‌های اقلیم استونی | داده‌های اقلیم استونی | داده‌های اقلیم استونی | داده‌های اقلیم استونی | داده‌های اقلیم استونی | داده‌های اقلیم استونی | داده‌های اقلیم استونی | داده‌های اقلیم استونی |
| ماه                                                   | ژانویه               | فوریه                | مارس                 | آوریل                | مه                   | ژوئن                 | ژوئیه                | اوت                  | سپتامبر              | اکتبر                | نوامبر               | دسامبر               | سال                  |
| ----------------------------------------------------- | -------------------- | -------------------- | -------------------- | -------------------- | -------------------- | -------------------- | -------------------- | -------------------- | -------------------- | -------------------- | -------------------- | -------------------- | -------------------- |
| سابقهٔ بیش‌ترین °C (°F)                                 | ۱۰٫۱ (۵۰)            | ۱۲٫۴ (۵۴)            | ۱۸٫۴ (۶۵)            | ۲۷٫۶ (۸۲)            | ۳۱٫۲ (۸۸)            | ۳۳٫۵ (۹۲)            | ۳۵٫۲ (۹۵)            | ۳۵٫۶ (۹۶)            | ۳۰٫۲ (۸۶)            | ۲۲٫۴ (۷۲)            | ۱۳٫۳ (۵۶)            | ۱۱٫۹ (۵۳)            | ۳۵٫۶ (۹۶)            |
| سابقهٔ کم‌ترین °C (°F)                                  | −۳۶٫۸ (−۳۴)          | −۳۶٫۲ (−۳۳)          | −۲۹٫۵ (−۲۱)          | −۱۴٫۳ (۶)            | −۶٫۶ (۲۰)            | −۲٫۶ (۲۷)            | ۰٫۵ (۳۳)             | ۰٫۲ (۳۲)             | −۸٫۴ (۱۷)            | −۱۷٫۰ (۱)            | −۲۵٫۹ (−۱۵)          | −۳۴٫۶ (−۳۰)          | −۳۶٫۸ (−۳۴)          |
| منبع: https://en.climate-data.org/europe/estonia-120/ |                      |                      |                      |                      |                      |                      |                      |                      |                      |                      |                      |                      |                      |